# ホモグルタチオン合成酵素
ホモグルタチオン合成酵素(Homoglutathione synthase、EC 6.3.2.23)は、以下の化学反応を触媒する酵素である。
ATP + γ-L-グルタミル-L-システイン + β-アラニン{\displaystyle \rightleftharpoons }ADP + リン酸 + γ-L-グルタミル-L-システイニル-β-アラニン
従って、この酵素の基質はATPとγ-グルタミルシステインとβ-アラニンの3つ、生成物はADPとリン酸とγ-L-グルタミル-L-システイニル-β-アラニン（ホモグルタチオン）の3つである。
この酵素はリガーゼ、特に酸-D-アミノ酸リガーゼ（ペプチドシンターゼ）に分類される。系統名は、γ-L-グルタミル-L-システイン:β-アラニン リガーゼ (ADP形成)(gamma-L-glutamyl-L-cysteine:beta-alanine ligase (ADP-forming))である。